# Diapolo
A Diapolo magyar ruházati vállalat, amelyet Megyesi Zoltán üzletember alapított 1997-ben. A vállalat neve a "diablo" (ördög) és a "polo" szavak keresztezése. Székhelye Budapesten található.
A cég 100%-ban magyar tulajdonú. Termékpalettájának nagy része Magyarországon készül.
2021 júniusában 142 millió forintból fejlesztette budapesti üzemét, Emellett termékpalettáját is bővítette.